# Phạm Cương
Phạm Cương (chữ Hán: 范彊; bính âm: Fan Qiang) là một viên bộ tướng của tướng Trương Phi nhà Thục Hán ở thời kỳ Tam Quốc trong lịch sử Trung Quốc. Phạm Cương nổi danh với việc hợp mưu cùng với Trương Đạt hành thích Trương Phi rồi chạy sang Ngô trước khi diễn ra trận Hào Đình. Nguyên nhân là do Trương Phi nóng nảy, đối xử thô bạo với cấp dưới nên Phạm Cương và Trương Đạt bất mãn và phản lại.

## Trong Tam Quốc diễn nghĩa
Tam Quốc diễn nghĩa của La Quán Trung mô tả rất tỷ mỹ việc Phạm Cương và Trương Đạt giết Trương Phi. Theo đó, khi Trương Phi từ khi trở về Lãng Trung, hạ lệnh trong quân, hẹn trong ba ngày, phải may cờ trắng, áo giáp trắng, để ba quân mặc đồ tang sang đánh Ngô. Phạm Cương, Trương Đạt vào kêu rằng: Cờ trắng, giáp trắng, một lúc may sao cho kịp. Xin gia hạn cho mới được.
Trương Phi nổi giận quát võ sĩ sai trói hai người vào gốc cây, đánh mỗi người năm chục roi rồi bảo họ rằng: Ngày mai phải may cho đủ, nếu sai hẹn thì ta chặt đầu chúng mày đi để làm gương cho kẻ khác!. Hai người bị đánh đòn đau quá, hộc cả máu ra đằng miệng. Họ trở về dinh bàn chuyện với nhau. Phạm Cương cùng với Trương Đạt bàn mưu giết Trương Phi vì nếu không thì cũng bị ông này giết do không hoàn thành nhiệm vụ được giao. Trương Đạt đề nghị sẽ hành động khi Trương Phi đang ngủ say.
Trương Phi uống say quá, nằm ngủ trong trướng. Phạm Cương, Trương Đạt dò biết được là Phi say rượu rồi, đến canh đầu, mỗi người giắt một con dao găm cực sắc, đi lẻn vào trong trướng, nói dối là vào bẩm một việc cơ mật, rồi đến thẳng đầu giường Trương Phi. Hai người trông thấy mắt Trương Phi vẫn mở, râu vểnh ngược, không dám động đến. Sau vì nghe thấy tiếng Trương Phi ngáy như sấm, hai người mới dám bước lại gần, giơ dao đâm một nhát vào giữa bụng Trương Phi. Phi kêu to được một tiếng rồi chết tại chỗ.
Hai người cắt ngay đầu Trương Phi, dẫn vài mươi tên đầy tớ đi suốt đêm sang hàng Đông Ngô. Phạm Cương, Trương Đạt đem đầu lâu Trương Phi dâng lên Tôn Quyền, thuật lại chuyện trước, Tôn Quyền cho hai người ở đó.
Sau đó khi Lưu Bị tấn công quân Ngô. Bộ Trắc tâu với Tôn Quyền rằng: những người Lưu Bị căm thì còn lại có Phạm Cương, Trương Đạt, hai người hiện ở Đông Ngô, ta nên bắt đem trả Thục để làm hòa. Tôn Quyền nghe lời, trói Phạm Cương, Trương Đạt giam trong cũi, sai đem đến Hào Đình. Trương Bào là con của Trương Phi cầm dao sắc, đem Phạm Cương, Trương Đạt xẻo từng miếng thịt để tế vong hồn cha của anh ta.